# Mengeš
Mengeš (in tedesco Mannsburg) è un comune di 7 059 abitanti della Slovenia centrale ed un importante centro industriale tessile e farmaceutico. Menzionato già nel 1154, il villaggio fortificato fu nei secoli sempre attivo nell'artigianato e nel settore dei trasporti. nel territorio furono edificati tre castelli: Gornji grad, risalente forse al secolo VIII, attualmente in stato di rovine, Novi grad, sovrastante l'abitato, costruito nel secolo XVI, grad Jablje, pure del XVI secolo.